# Mühlen im Raum Hürth

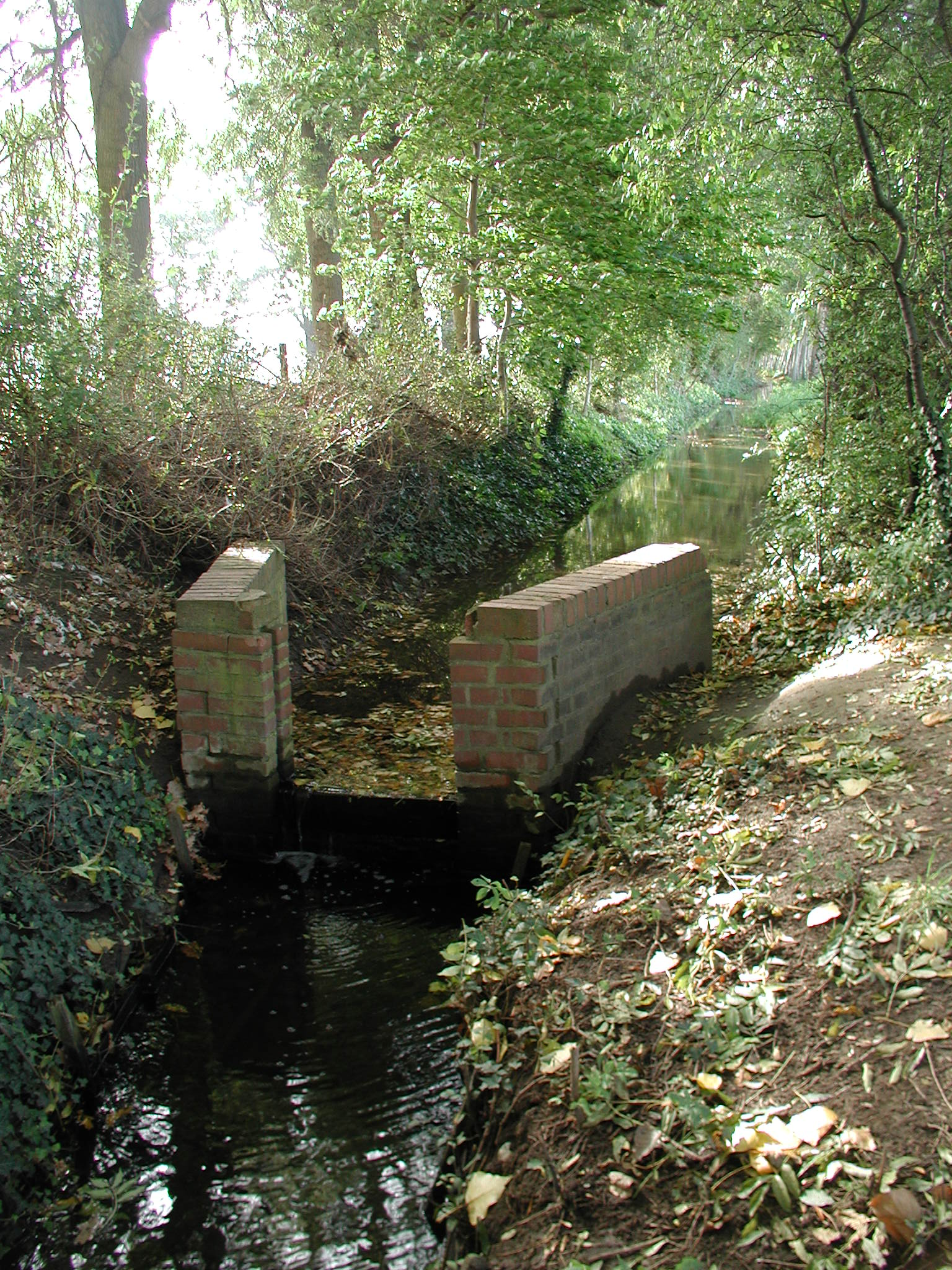
Der Gleueler Bach neben dem Hubertushof in Sielsdorf

Die hohe Zahl von Mühlen im Raum Hürth in historischer Zeit war für das kleine Hürther Gebiet am Rand der Ville südlich von Köln ungewöhnlich. Sie haben nur wenige Spuren hinterlassen.

## Geschichtliche Voraussetzungen
Schon das Wort Mühle (v. althochdeutsch: muli; aus lat. molina bzw. molere = mahlen) hat lateinische, also römische Wurzeln.

### Antrieb durch Muskelkraft (Mensch/Tier)
Die ersten Ackerbauern werden ihre mühsam erlangten geringen Mengen geernteter Getreidekörner per Muskelkraft gestampft oder zerrieben haben, um sich aus dem so gewonnenen Mehl Mahlzeiten herzustellen.
Nachdem der Mensch in seiner Entwicklung vom Jäger zum sesshaften Ackerwirt wurde, Tiere domestizierte, sich damit unabhängig von der Jagd machte, lernte er auch, Tiere als Antriebskraft einzusetzen. Irgendwann in dieser Zeit (vor fünf bis sechstausend Jahren), nachdem auch das Rad erfunden worden war, zogen sie den Pflug oder waren Antrieb der Schöpfräder am Brunnen oder für die Bewässerung.
Wegen der geringen Wasserführung des Bornbachs wurde vor der Elektrifizierung mit Starkstrom (etwa 1928) in Burbach eine Rossmühle, also ein Göpelwerk mit Antrieb durch Pferde, zum Malen betrieben. Diese Mühle stand am Schmitze-Hof am heutigen Von Geyr-Ring und war noch bis in die 1930er Jahre in Gebrauch.

### Erfindungsgeist und Technik

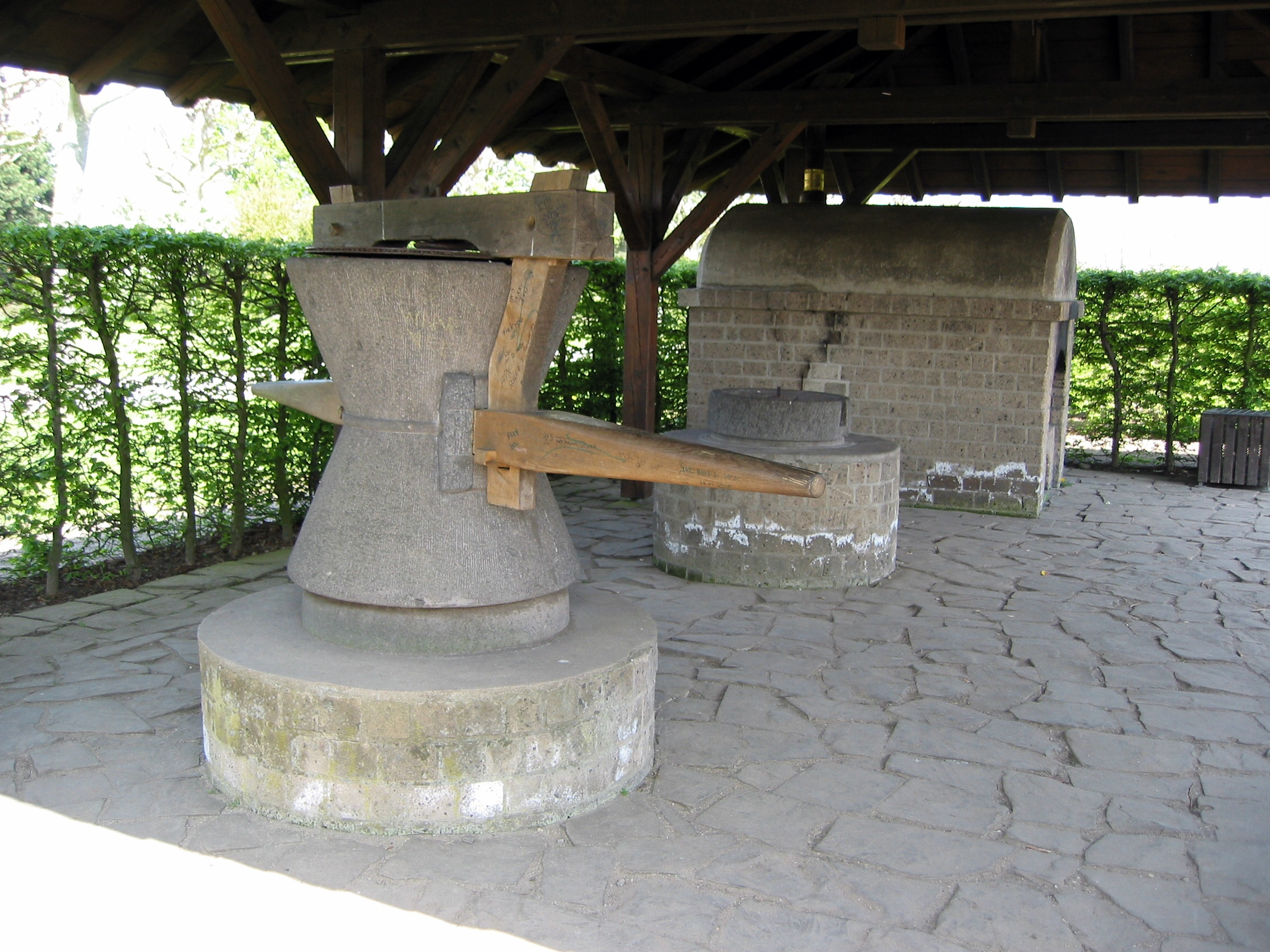
Nachbau einer römischen Getreidemühle

Die Menschen entwickelten sich weiter, sie hatten gelernt, auch die Kräfte der Natur zu nutzen. Das Segel wurde erfunden. Schiffe bewegten sich nun auch ohne Ruderer, Wind oder auch Wasserkraft ersetzten das Ochsengespann als Antrieb eines Mahlwerkes einer Mühle. Ein römischer Schriftsteller, Marcus Vitruvius Pollio, beschreibt 24 vor Christus eine Wassermühle mit „Steinmahlgang“, dem Kernstück jeder Getreidemühle. Dieser Steinmahlgang (es dreht sich nur der obere angetriebene Mühlstein) ist das Zusammenspiel der Mühlsteine, die durch die Mahlbewegung das Getreide zu Mehl verarbeiten.
Die Römer brachten ihr Wissen auch in ihren eroberten Provinzen am Rhein zur Anwendung.
Später nach Frankenzeit und Mittelalter waren es dann zunächst Mönche, die das römische Mühlenwissen bewahrt hatten und im Rahmen der klösterlichen Selbstversorgung weiter praktizierten. Die neuzeitlichen Wurzeln der europäischen Mühlentechnik gehen nicht nur auf das Ingenieurwissen der mittelalterlichen Klosterschulen, sondern schon auf den Erfindungsgeist römischer Zeit zurück.

### Korn- und Ölmühlen als Lohnmühlen
Müller der damaligen Zeit waren Pächter auf dem Grund und Boden des weltlichen oder geistlichen Grundherren, in Köln zum Beispiel des Erzbischofs, eines Stiftes oder Klosters, wurden vom Volke jedoch oft nicht sehr hoch geachtet. Da die einfachen Menschen auf dem Land ohnehin nicht viel von Technik verstanden, dachte man, es könne bei diesen geheimnisvollen Mechanismen nur mit dem Teufel zugehen. Auch konnte ja nie genau nachgewiesen werden, ob der Müller nur seinen ihm rechtmäßig zustehenden Anteil als Lohn genommen hatte oder möglicherweise noch mehr. So unterstellte man den Müllern oftmals Unehrlichkeit und sagte: „Das beste an der Mühle ist, dass die Säcke nicht reden können“.

## Naturgegebene Voraussetzung der Mühlen im Raum Hürth
Eine Besiedlung des Raumes entlang des etwa acht Kilometer breiten Vorgebirges zwischen Brühl und Frechen erfolgte wohl erst in der Frankenzeit, als die ständig anwachsende Bevölkerung aus den fruchtbaren Tälern des Rheines und der Erft auch in die eher kargen Waldgebiete auf dem Höhenzug der Ville vordrang. Dabei sind die Talausgänge bereits in der Römerzeit durch villae rusticae besiedelt worden, so im Hürther Tälchen Am Römerhof Die im Mittelalter noch dicht bewaldeten fast undurchdringlichen Höhen der Ville waren nur spärlich besiedelt. Unter einer relativ dünnen Erd- und Schotterschicht lag über einer Tonschicht die noch nicht entdeckte oder in ihrer Bedeutung nicht erkannte unberührte Braunkohle und wirkte dort wie ein riesiger Schwamm, der das Regenwasser speicherte. Von diesem wahrhaft gigantischen Wasserreservoir wurden alle nach Osten hin abfließenden Quellen und Bäche des Hürther Raumes gespeist, die auch bereits von den Römern zur Wasserversorgung der Colonia Claudia Ara Agrippinensium mit den Römischen Wasserleitungen in Hürth genutzt wurden.
Diese Quellgebiete an den Hängen der Ville mit Rinnsalen, die sich zu Bächen vereinigten, waren günstige Gegebenheiten, sich anzusiedeln. Denn Wasser war nicht nur unverzichtbare Lebensgrundlage, sondern bot sich hier auf Grund des reichhaltigen Vorkommens und des vorhandenen Gefälles als Energiequelle für den Antrieb von Mühlen an. So wurden in den letzten Jahrhunderten allein im Hürther Raum (inklusive der auch vom Gleueler Bach angetriebenen Pletsch- oder Decksteiner Mühle im heutigen Köln-Lindenthal) 16 nachweisbare Mühlen betrieben.
Die für die mittlerweile zahlreichen bäuerlichen Ansiedlungen des Vorgebirgssaumes mit noch heute bedeutender Landwirtschaft äußerst wichtigen Mühlen zur Verarbeitung der Ernten dienten allen Beteiligten. Die Bauern bzw. das Volk erhielt Mehl für Brot und Speisen, der Müller seinen Lohn, die Mühleneigner die Pacht.

## Die Mühlen in Hürth

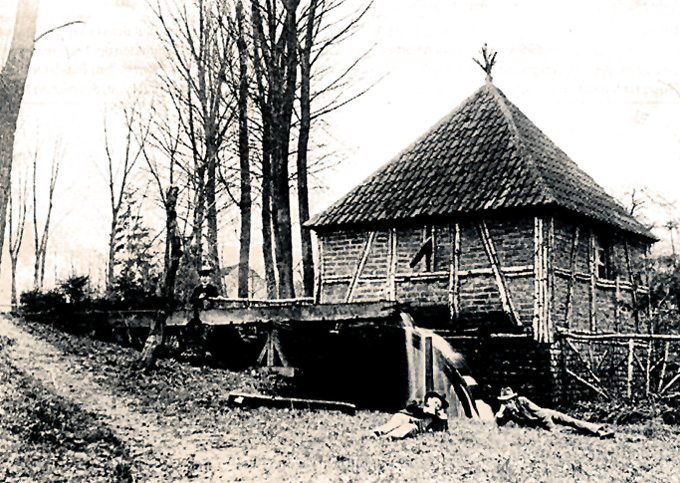
Ölmühle Schallmauer um 1905

Die Hürter Wassermühlen waren in der Mehrzahl Getreide-Mahlmühlen. Sechs der Mühlen lagen am Duffesbach, sechs weitere am Gleueler Bach und drei am Born- oder Burbach.

### Gleueler Bach
Der Gleueler Bach entspringt bei Berrenrath (ehemals an den 7 Sprüngen) und fließt durch Gleuel und Sielsdorf bis zum südlichen Randkanal. Er verläuft weitgehend oberirdisch und renaturiert. In vergangenen Zeiten lief der Gleueler Bach bis Kriel, wo er in einen Teich floss und dabei langsam in den Untergrund versickerte.
Schallmauer Ölmühle
In der Ölmühle, sie war integriert in eine landwirtschaftliche Hofanlage, wurden Raps, Rübsen, Leinsamen vom Flachs und Bucheckern verarbeitet. Durch den fortschreitenden Braunkohleabbau ab 1920, immer mehr Ländereien wurden von den Großbaggern geschluckt, verlor die Hofanlage an Wert. Bis auf das sich heute in Privatbesitz befindliche barocke Landhaus Burg Schallmauer wurden in den 1950er Jahren alle übrigen Gebäude abgerissen.
Oebels Mühle oder Obere Mühle

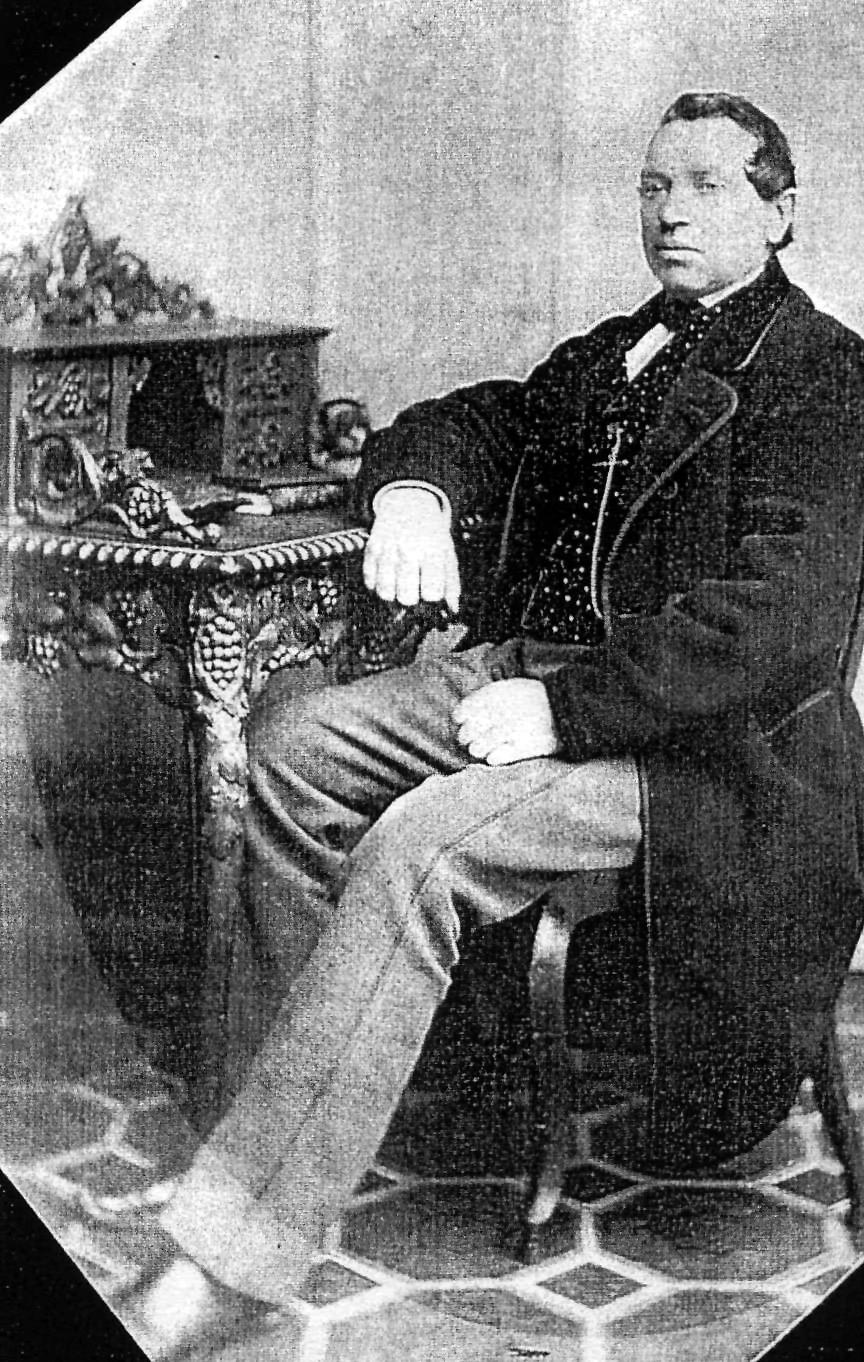
Theodor Oebel

Schon in der Mitte des 18. Jahrhunderts betrieb die Familie des Franziskus Oebel die „Obere Mühle“ in Endenich bei Bonn. Er hinterließ seinem Sohn, Johann Adam die Mühle und eine Branntweinbrennerei. Auch Johann Adam wurde zu einem erfolgreichen Geschäftsmann. So bewirtschaftete er zusätzlich zum eigenen Betrieb gepachtete Ländereien Es waren während der Franzosenzeit an den Staat übergegangene, säkularisierte Güter, deren Erträge zum Wohlstand der Familie beitrugen.
Am Anfang des 19. Jahrhunderts erwarb Johann Melchior Oebel (Sohn des Johann Adam) in Gleuel die am Gleueler Bach gelegene „Obere Mühle“. Dort wurde sein Sohn, Theodor Oebel geboren. Diesen Betrieb ergänzte Theodor Oebel durch die am Oberlauf des Hürther- oder Duffesbach gelegene „Schollsmühle“, die man in späterer Zeit auch „Talmühle“ nannte. Auf diesem Anwesen wurde 1869 Viktor Oebel geboren. Er bewirtschaftete später die um das Jahr 1860 von seinen Eltern Theodor und Kunigunde Oebel erworbene Lechenicher Getreidemühle am dortigen Mühlenbach. Der Lechenicher Mühlenbetrieb wurde 1972 eingestellt. Das zu einer Wohnanlage umgebaute Anwesen  wird noch heute Oebelsmühle genannt.
Die Gleueler Oebels Mühle wurde um 1905 von ihrem letzten Besitzer, Edmund Oebel, geräumt und zu anderen Verwendungszwecken verkauft.
Keips oder Correns Mühle

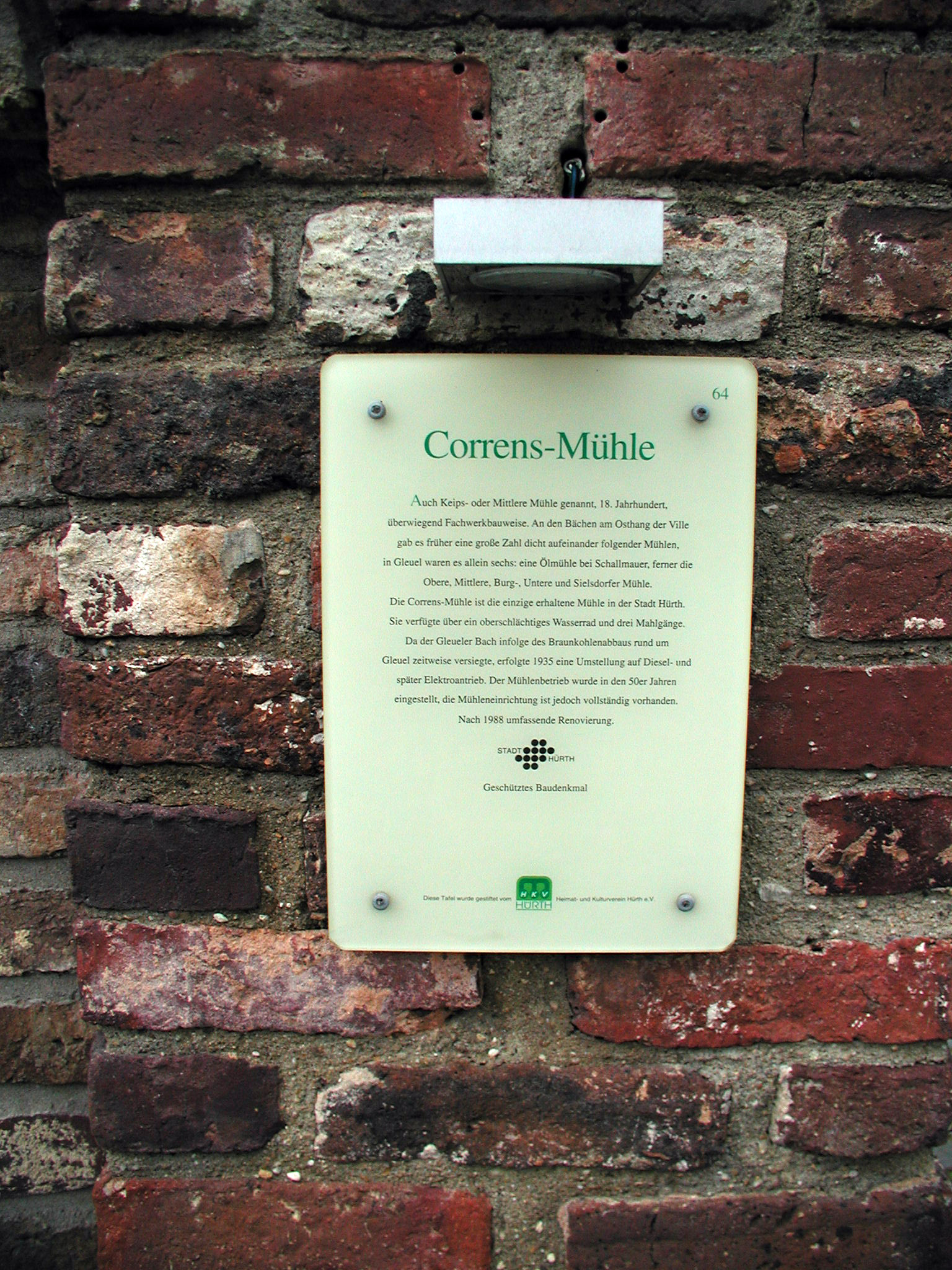
Infotafel
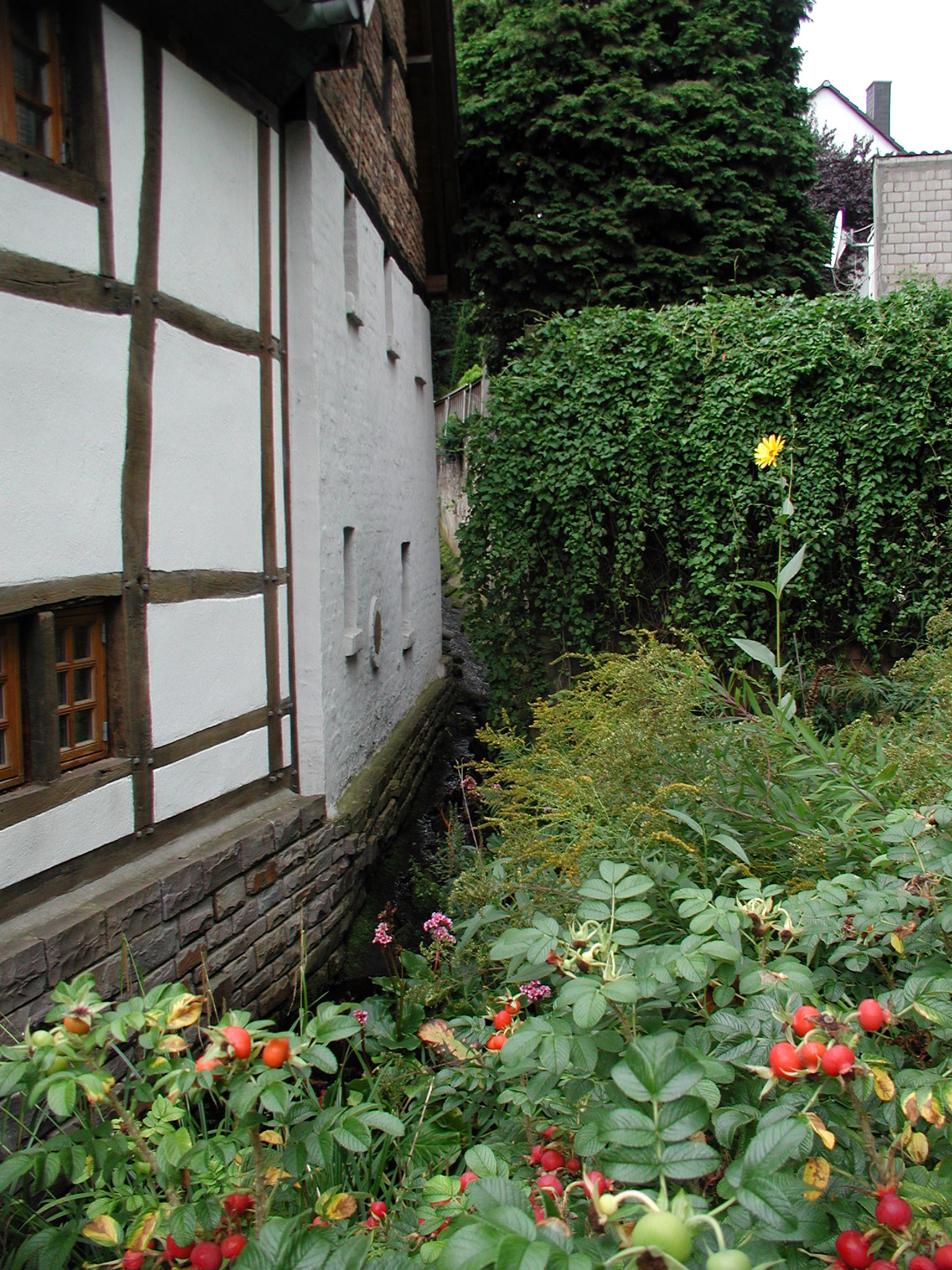
hier wird sich das Mühlrad gedreht haben
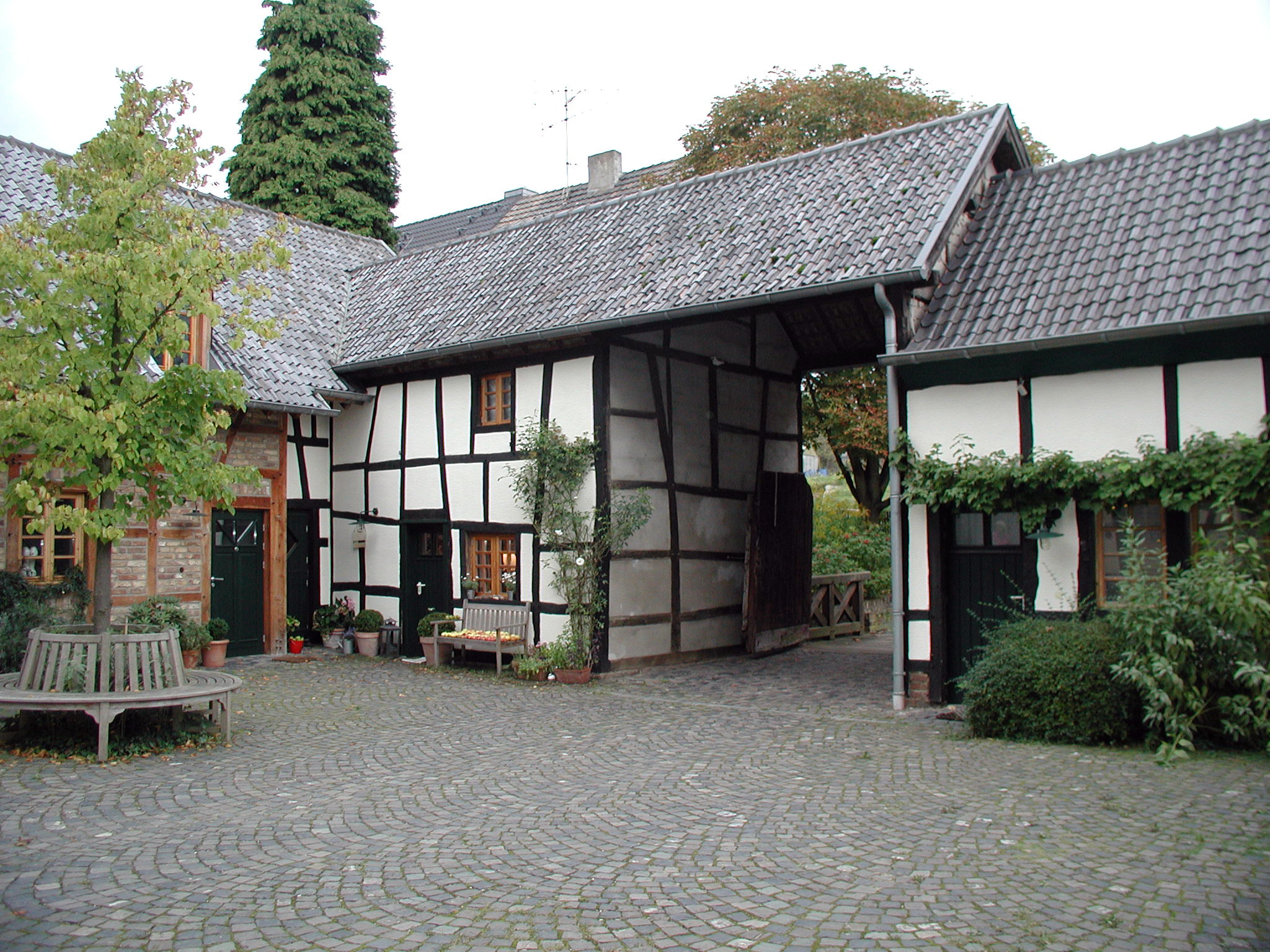
Correns-Mühle Innenhof
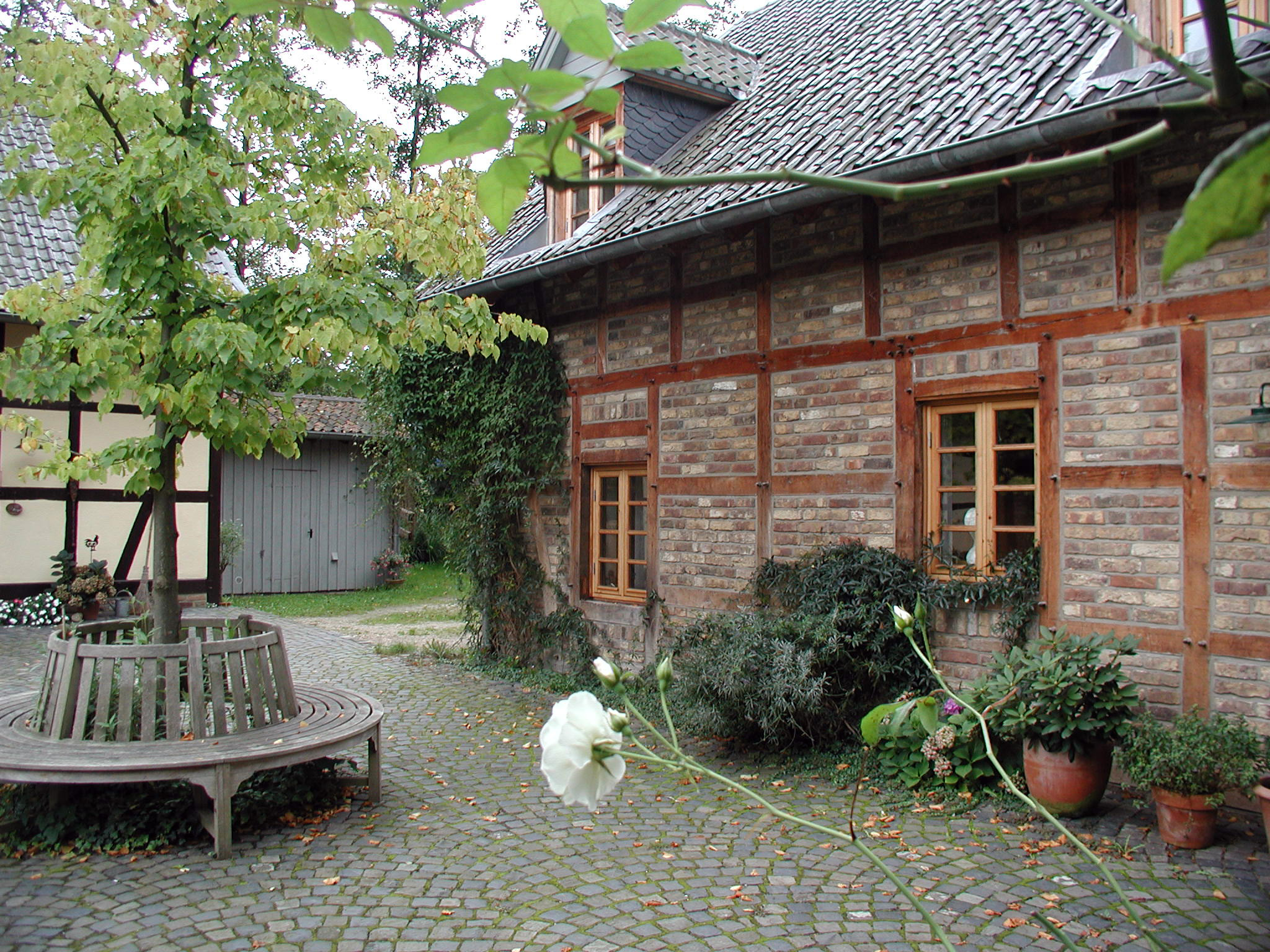
im Mühlenhof

Die Correns Mühle, Ernst-Reuter-Str. 91, deren Mühlrad einst auch vom Gleueler Bach angetrieben wurde, wird erstmals 1773 erwähnt. Die Stilllegung der Mühle erfolgte 1954. Von den ehemals zahlreichen Mühlen an den Villebächen im Hürther Gebiet ist die früher auch Keips- oder Mittlere Mühle genannte Anlage dank aufwendiger Investitionen des jetzigen Besitzers die einzige einigermaßen gut erhaltene. Ihr fehlt nur das Mühlrad.

#### Technik der ehemaligen Mühle
Das verbliebene Teilinventar, ein Getriebe des Motorantriebs aus der späteren Neuzeit, Transmission und der Läuferstein eines Mahlgangs, wurde in den Wohnbereich integriert. Das unterschlächtige Wasserrad ist nicht mehr vorhanden. Erhaltene Müllereimaschinen, im Besitz des heutigen Eigentümers, lagern an separater Stelle.
Burgmühle später Mertens Mühle
Den Namen hatte die Mühle durch die Burg Gleuel. Der mittelalterliche Text „Spezificatio der fronhofs länderey zu Glewel de 1545 und 1628“ über die Wasserburg von Gleuel führt als wahrscheinlich älteste Mühle auch die Burgmühle an. Um 1930 wurde die Mühle vom letzten Besitzer, Mertens, stillgelegt. Die Mühlsteine wurden im wegen des Braunkohleabbaus kaum noch Wasser führenden Gleueler Bach „entsorgt“, das Bachbett später zugekippt.
Untere Mühle oder Unterste Mühle
An die Untere Mühle, auch sie wird in der vorgenannten „Spezificatio“ erwähnt, erinnert heute lediglich ein in einer dort nach dem Zweiten Weltkrieg erbauten kleinen Siedlung angebrachtes Straßenschild. 1875 letztmals erwähnt, verliert sich ihre Spur.
 Sielsdorfer Mühle
Die Sielsdorfer Mühle gehörte zum Kölner Stift Sankt Pantaleon und wurde laut Lagerbuch der Pfarrei Gleuel an Müller verpachtet. Genannt werden hier um 1550 ein Rorich Müller, ein Gottschalk Deckstein um 1599 und ein Hermann Bachem im Jahre 1621. Elisabeth Nissen, Ehefrau des Müllers Hermann Bachem, war höchstwahrscheinlich identisch mit der nach grausamen Folterungen im Jahr 1637 als Hexe in Gleuel verbrannten Person. In der napoleonischen Zeit wurde die Mühle mit ihrem Besitz von 19 Morgen Land im Jahr 1802 säkularisiert. Um 1835 erwarben die „Fabrikanten“ Peter Jüssen und Jakob Sons die alte Wassermühle und wandelten sie zu einer Papierfabrik um, in der sie grobes Packpapier herstellten. Die offenbar nicht florierende kleine Fabrik zwang allerdings nach wenigen Jahren zur Aufgabe. 1855 wurde dieser Betrieb von Johann Classen-Kappelmann, einem Kölner Unternehmer, erworben. Er installierte einen modernen gasgefeuerten Dampfkessel, ersetzte mit diesem die Wasserkraft und machte somit auf dem Gebiet der Bürgermeisterei Hürth den ersten Schritt ins Industriezeitalter. Heute ist das Fabrikgebäude in eine Wohnanlage umgebaut. Ein Straßenname erinnert noch an die Mühle.

### Bornbach oder Burbacher Bach

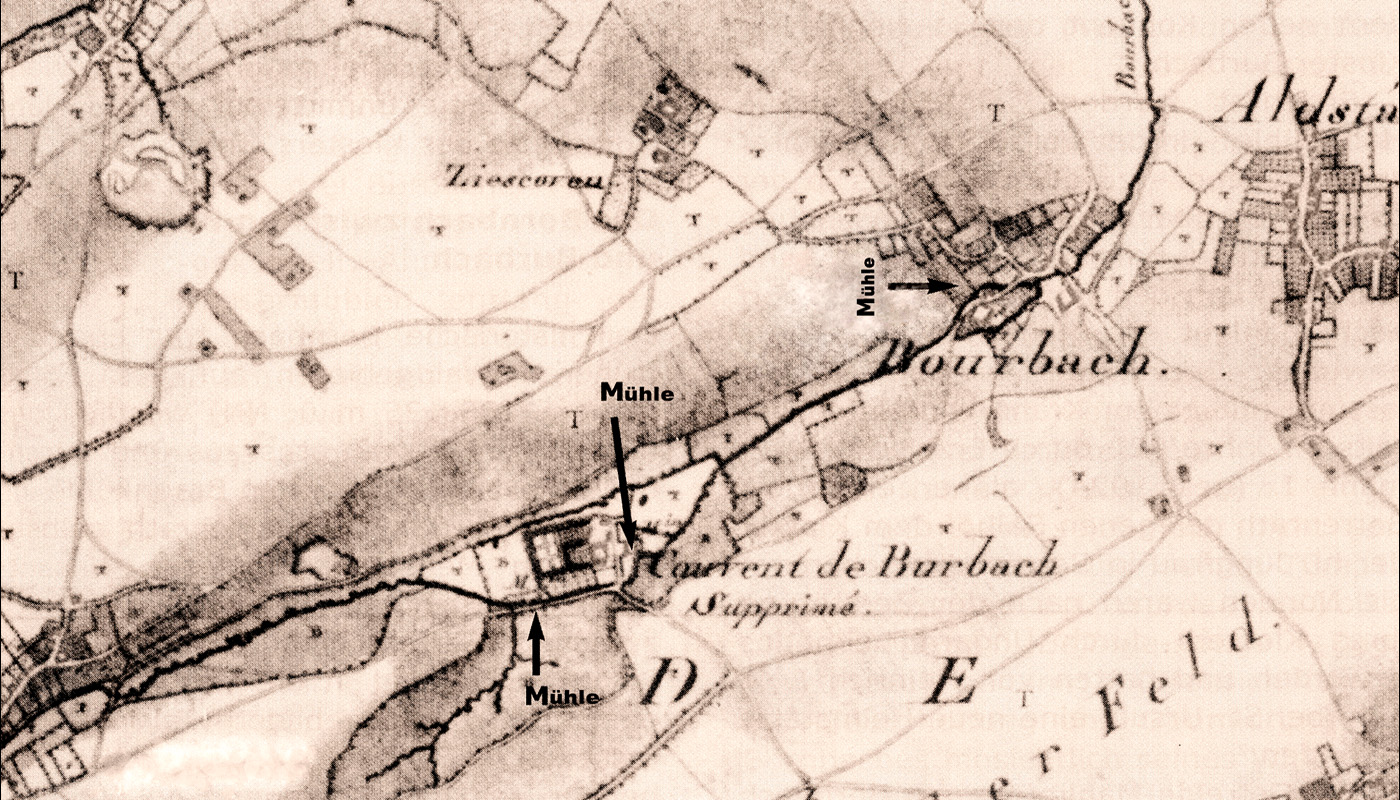
Karte-Tranchot-1807 mit drei Mühlen am Burbacher Bach.

Im Westen des historischen Berrenrath (etwa 130 – 140 m. ü. NN) trat aus den früheren (mittelalterlichen) Waldgebieten der Ville der Bornbach aus. Er durchfloss Berrenrath bis zum Anfang des Braunkohleabbaus im letzten Jahrhundert, sein Verlauf hat sich durch den Braunkohleabbau geändert. Am Bornbach oder Burbacher Bach wurden im Lauf der Zeit drei Mühlen erbaut und betrieben. Der Bornbach mündete früher in Efferen in den Duffesbach. Heute wird er in den Kölner Randkanal eingeleitet. Im Unterlauf heißt der Bach Stotzheimer Bach.

#### Kloster Burbach
Verbürgt ist die Errichtung des Klosters der Heiligen Maria an der Quelle (ad fontem Sanctae Mariae) des Burbaches im Jahre 1233.
Ölmühle und Mahlmühle Kloster Burbach
Die Erstnennung der Burbacher Klostermühlen ist für 1669 belegt. Die Ölmühle lag oberhalb des Klosters, von ihr ist nichts mehr zu finden.
Die eigentliche Klostermühle, der heutige Füngelingshof, ist eine geschlossene Hofanlage. Erbaut wurden solche Anwesen im Stil fränkischer Bauernhöfe als Vierseithof, bestehend aus Wohnhaus, dem Mühlengebäude, überdachter Einfahrt, Wirtschaftsgebäude, Stallungen und Scheune. Oftmals, wie im Fall der Correns Mühle in Gleuel, war auch noch eine Backstube integriert. Zusammen mit einer Mahlmühle gehörte das Anwesen bis zur Aufhebung des gegenüberliegenden Klosters Marienborn zu dessen Immunitätsbezirk. Der jeweilige Hof- und Mühlenpächter war dem Kloster gegenüber abgabepflichtig.

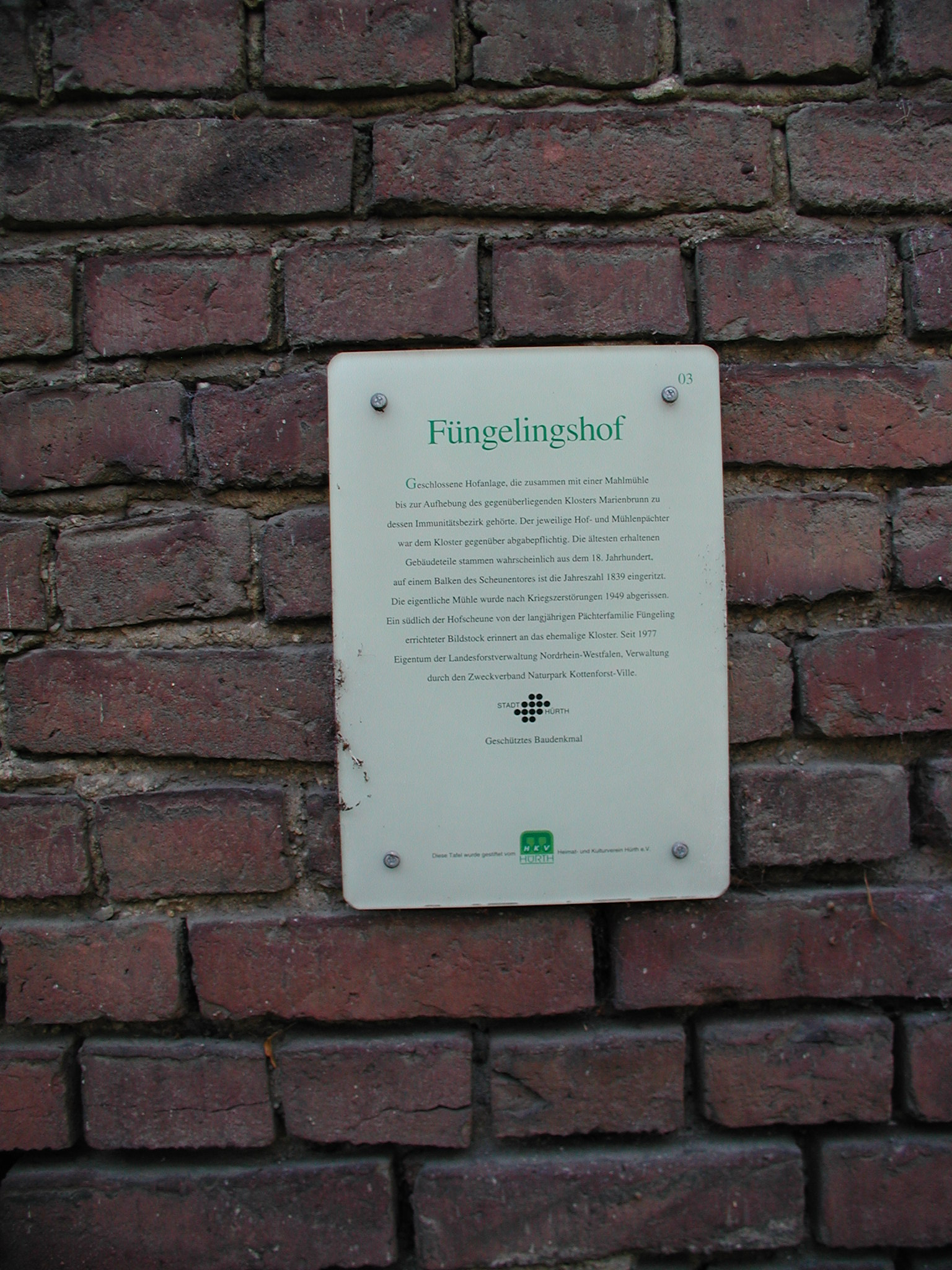
Info Füngelingshof
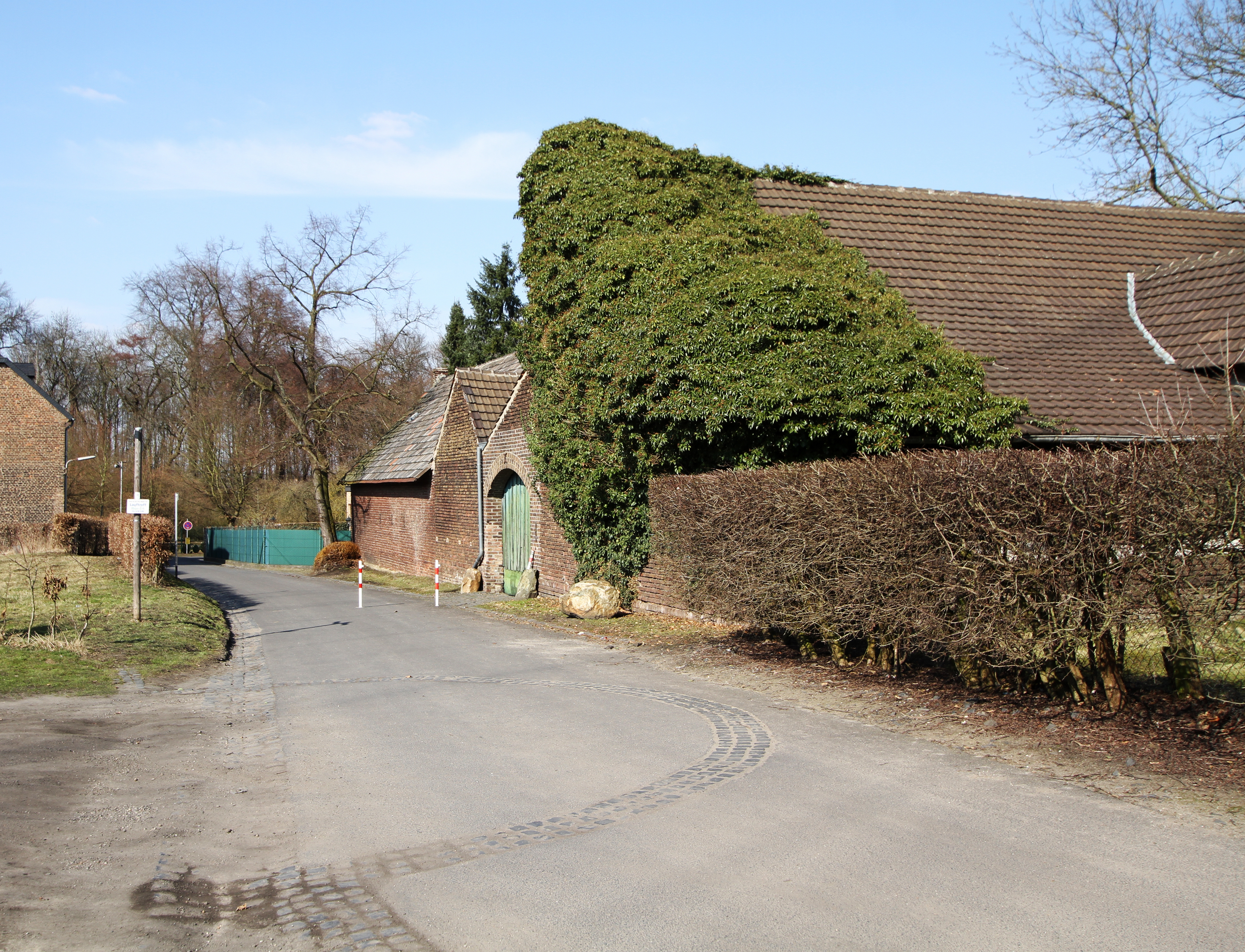
Heutige Hofanlage
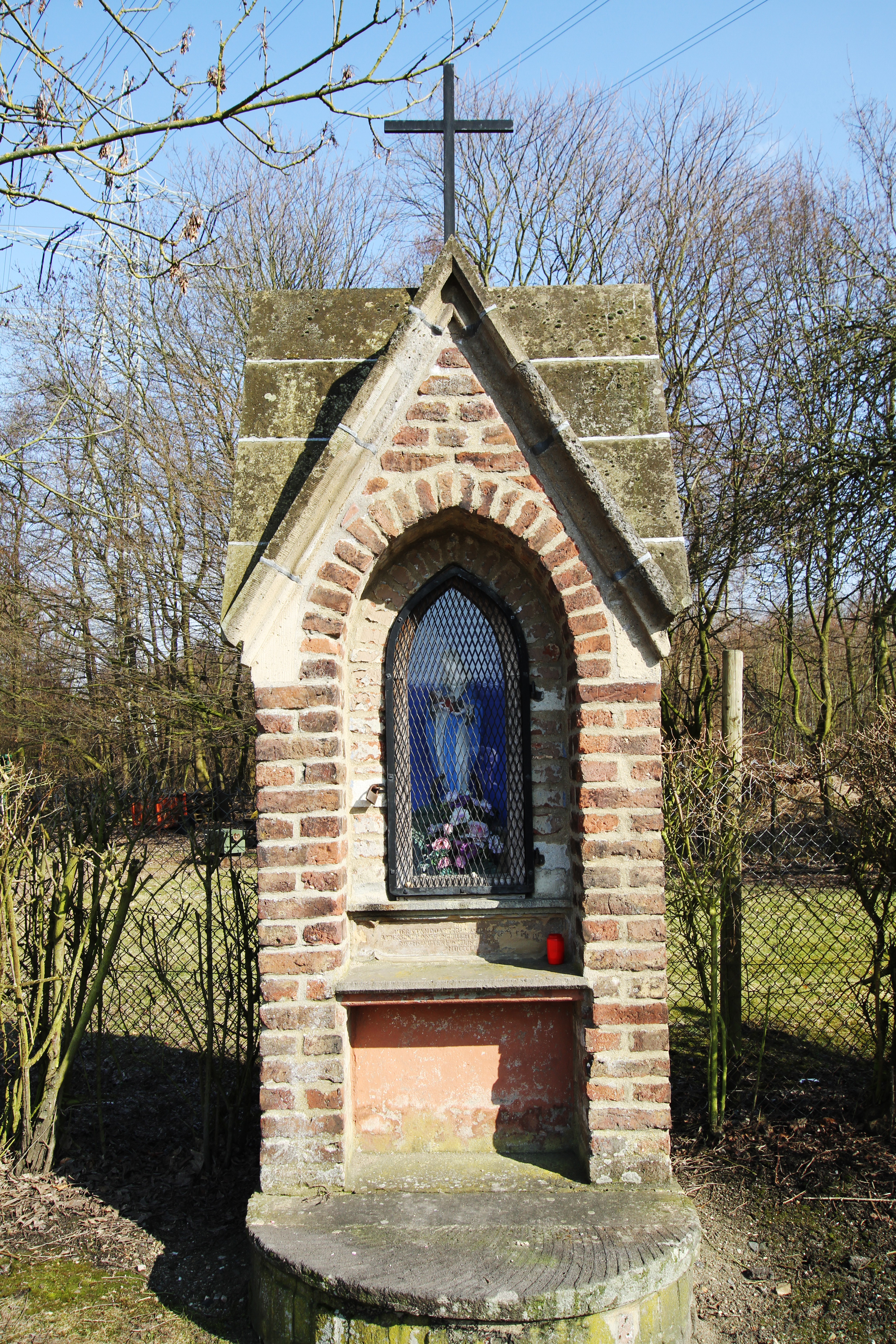
1852 zur Erinnerung an das Kloster von den Eheleuten Füngeling errichtet.
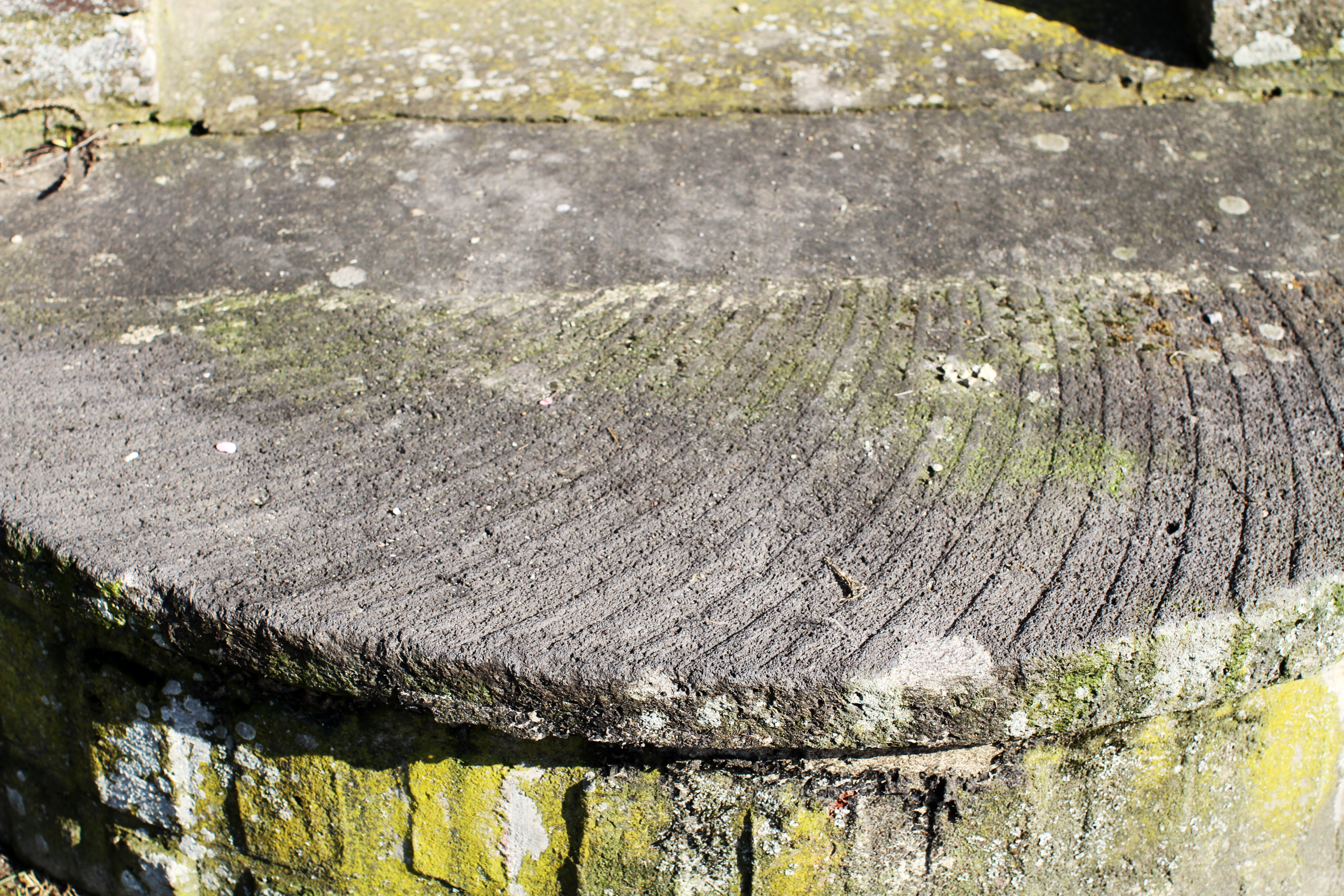
Mühlsteinsockel des Bildstocks

Die ältesten Gebäudeteile stammen wahrscheinlich aus dem 18. Jahrhundert. Auf einem Balken des Scheunentores ist die Jahreszahl 1839 eingeritzt. Die eigentliche Mühle wurde nach Kriegszerstörungen im Jahr 1949 abgerissen. Ein südlich der Hofscheune von der langjährigen Pächterfamilie Füngeling auf einem Mühlstein errichteter Bildstock erinnert an das ehemalige Kloster mit seiner Mühle.
Burbacher Dorfmühle oder Krings-Mühle

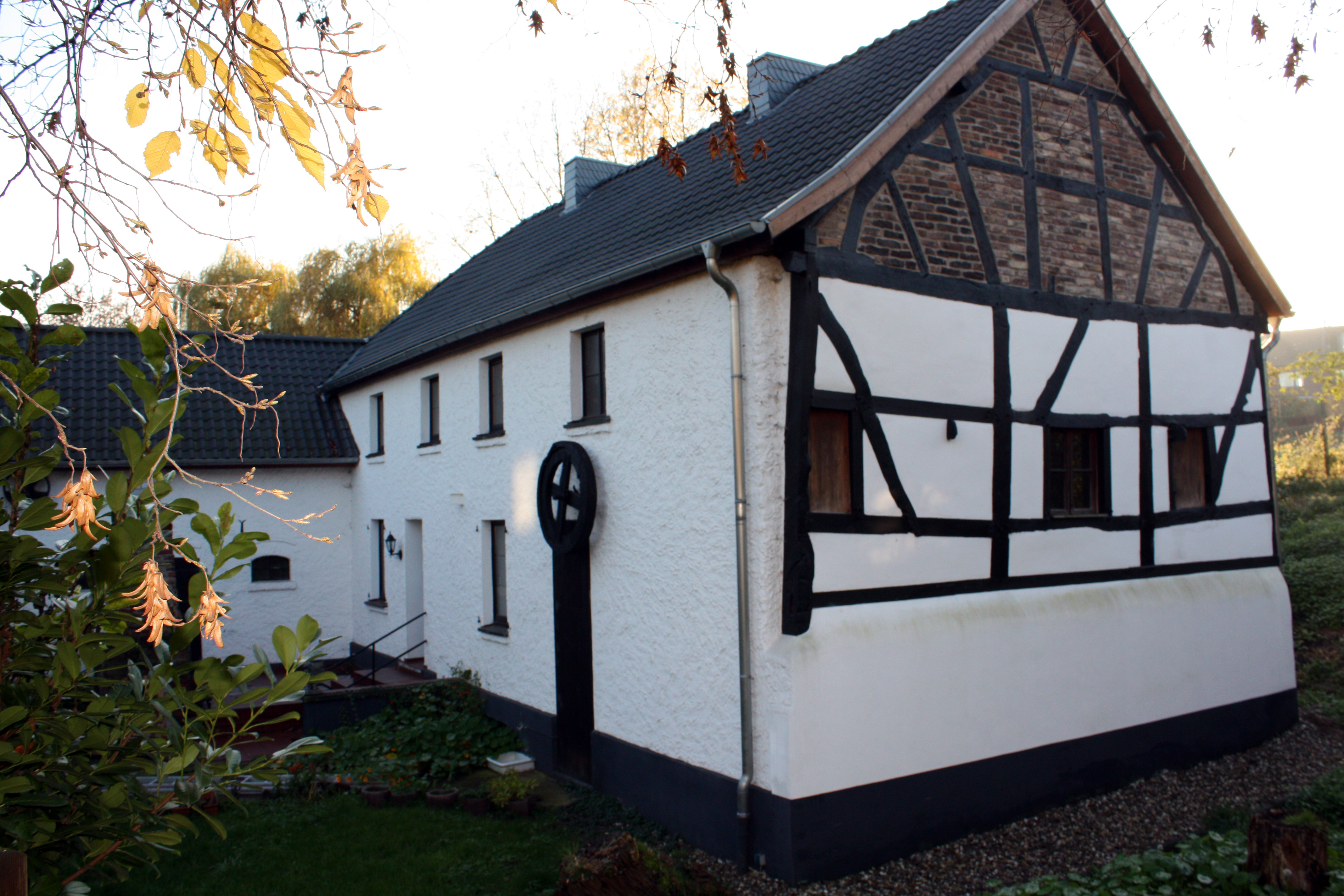
Ehemaliges Mühlenhaus

Der Ort Burbach selbst ist einige Kilometer vom Kloster entfernt und liegt im Tal des den Ort durchfließenden Burbaches (oder Bornbach) am Villehang.
Die Mühle gehörte ursprünglich (1669) zum Jabach´schen Hof, einem Kölner Adelsgut, womöglich ist sie aber noch viel älter. Die letzten Besitzer war die Familie Krings, die bis in die 1970er Jahre in der Mühle wirkten. Die Mühle als Wassermühle bestand bis 1929, danach wurde sie mit elektrischen Walzenmahlwerken ausgestattet. In der Müllerliste der Dorfmühle ist aus der Zeit um 1700 ein Müller Fündelin als Landwirt und Erbpächter erwähnt. Die Erbfolge der Eigentümer des Anwesens ist bis zum heutigen Tag lückenlos. Auch wurde mit der Sanierung der historisch verbliebenen Bausubstanz in jüngster Zeit begonnen.

### Duffesbach

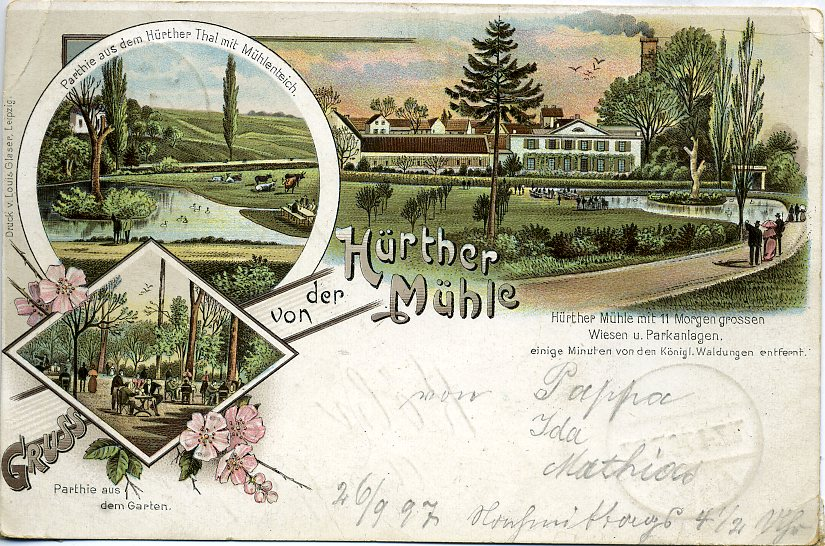
Restauration Hürther Thalmühle (1897) Oberlauf des Duffesbaches

Der Duffesbach entspringt als Knapsacker Bach bei Knapsack und fließt nach Aufnahme weiterer Quellen und kleinerer Bachläufe als Hürther Bach über Alt-Hürth und Hermülheim meist kanalisiert und begleitet vom  Römerkanal-Wanderweg durch Efferen und den Kölner Grüngürtel nach Köln, um schließlich dort in den Rhein zu münden. Eine Mühle an diesem Bachlauf im Bereich der Herrlichkeit Hürth ist bereits für das Jahr 1234 bekundet, unklar ist aber, wo diese stand. Über den Bau der Mühlen ist nichts bekannt, 1733 waren auf einer Zeichnung der Herrschaft Hürth vier Mühlen verzeichnet.
Schollsmühle oder Talmühle
Der Name der Mühle geht auf ihren um 1837 erwähnten Eigentümer Emmanuel Scholl, Sohn des Bürgermeisters  von Hürth, Karl Josef Scholl zurück. Müller war Carl Loske. Es war ein Neubau, der vermutlich aus der Franzosenzeit stammte und zwei Mahlgänge für Getreide und zwei Ölpressen aufwies. Die alte dortige Mühle wird wohl eine Zeit lang ruinös gewesen zu sein, da sie in vorherigen Schriften nicht mit erwähnt wird. Der Name „Talmühle“ stammt wahrscheinlich erst aus der zweiten Hälfte des 19. Jahrhunderts, als auf dem Gelände des Mühlenanwesens von Theodor Oebel ein dann als Hauptgeschäft etabliertes Restaurant betrieben wurde, die Hotel-Restauration Talmühle, die bis 2010 noch mit neuerem Gebäude und in bescheidenerem Umfang mit dem Namen Talmühle als Schankwirtschaft bestand und seitdem als Pizzeria Milano betrieben wird. Der Traditionsname lebt nur noch in der kurzen vorbeiführenden Straße, der Talmühlenstraße, weiter. Auf der Postkarte von 1897 ist ein Schlot zu sehen, der auf einen (zusätzlichen) Dampfmaschinenantrieb hinzuweisen scheint. Der letzte echte Müller war wohl von 1909 bis 1927 Clemens Linder. Nach 1927 wurde von ihm bis 1943 nur noch der Gastronomiebetrieb weitergeführt. 1943 zerstörte ein Luftmine das Anwesen. Der heutige Bau und ein Mehrfamilienhaus stehen nicht in den alten Fluchten.
Auch das Erbauungsdatum der drei folgenden Mühlen ist nicht bekannt, alle drei stehen auf einem Plan zum Besitzstand der Hürther Burg aus dem Jahr 1733, den ein Petrus Solff zeichnete. Dort ist die Rede von „Horster Mühl“, „Hammermanns-Mühl“ und „Kuhlhaß Mühl“.
Horster Mühle oder später Metternichs Mühle
Der Müller Jacobus Horst wird 1685 genannt bei der Übergabe an seinen Sohn Johannes. Auch sein Enkel Henricus erbt noch die Mühle. Bei der Einheirat von Peter Metternich 1906 war die Mühle bereits stillgelegt. Das Mühlengebäude wurde zu einem Wohnhaus umgebaut. Mühlsteine liegen noch im Hof. Vom Gerinne ist nur noch der Durchlauf unter dem Damm der Schwarzen Bahn zu erkennen. Etwa 350 m bachabwärts folgte die:
Hammermanns Mühle oder Mittlere Mühle
Ende des 17. Jh. war Mauritz Zerriß hier Müller. Dessen Schwager heiratete 1680 Agnes Hammermann, die danach noch zweimal heiratete. 1855 übernahm mit Christoph Meyer der letzte Müller die Mühle. Die Mühle wurde im Oktober 1909 abgebrochen. Die Mühlenfundamente liegen mittlerweile unter der Kippe der ehemaligen  Braunkohlengrube Hürtherberg. Weitere 250 m unterhalb folgte die:
Kohlhaasmühle oder Untere Mühle
Die Kohlhaasmühle war die unterste der Mühlen des Hürther Burgherrn. Da sie in Bezug auf ihre Technik ähnlich wie die anderen ausgestattet war, wird ihr Alter auch ähnlich gewesen sein. Erster bekannter Müller ist Stephan Kuhlhaas, sein Sohn Peter wird in den Personenstandsakten als molitor et scabinus, Müller und Schöffe in Hürth geführt. Auch der letzte Müller ist mit Christoph Kohlhaas wieder ein Kohlhaas. Die Mühle wird 1923 stillgelegt, nur die Landwirtschaft wurde noch bis 1932 weiter betrieben, dann wurde das Anwesen an die Gewerkschaft Hürtherberg verkauft.
Die Kohlhaasmühle wurde Anfang 1943 von einer Luftmine getroffen und völlig zerstört. Heute erinnert nur die Straße An der Kohlhaasmühle an die Anlage.
 Deutschherrenmühle

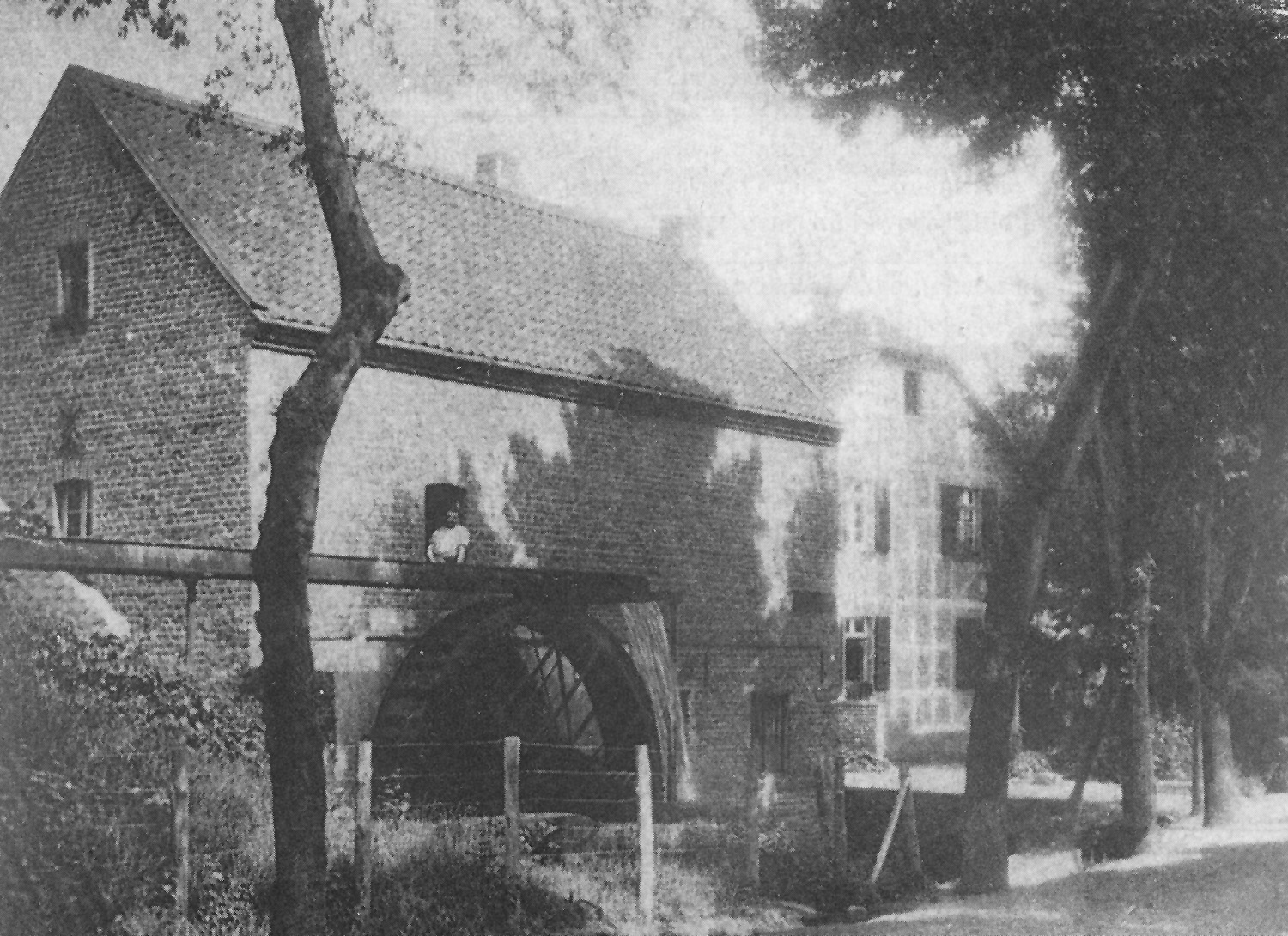
Deutschherrenmühle, Hermülheim um 1909

Der Gedanke, den Ortsnamen Hermülheim in Verbindung mit einem Mühlenstandort zu sehen, drängt sich nicht nur auf, sondern ist auch zu belegen. Der Name wird erstmals 943 erwähnt in einer Urkunde, mit der der Abt der Abtei Prüm, Farabert II. von St. Paul den Eheleuten Ramengarius und Adalgarda ein Gut in Molinen (Mühlen) überließ.
Hermülheim war allerdings bereits zur Römerzeit Siedlungsgebiet. Weitere Namen im Laufe der Zeit waren latinisiert Molinaricum (Mühlenheim), Mulenheim, Richemülheim, Richzaemülheim und Rizemolheim. Die letzte Umbenennung zu Her(ren)mülheim rührte von der Ansiedlung des Deutschen Ritterordens in der ehemaligen Burg Hermülheim her.
Schon seit dem Mittelalter hatte Hermülheim zwei Mühlen, die beide erzbischöfliche Lehen waren, die Herrenmühle und die Pantaleonsmühle. Die Herrenmühle lag am Faulbroich, Ortsausgang Richtung Hürth auf dem heutigen Gelände des Autohauses. Im Jahr 1260 wurde die Mühle mit 30 Morgen Land dem Deutschen Orden übertragen. Eine Karte von Mathias Ehmanns (um 1762) zeigt den aus dem Duffesbach abzweigenden Mühlbach, seine Führung über Damm und ein aufgeständertes Gerinne zum Mühlrad. Die Herrenmühle ist die letzte oberschlächtige Mühle am Duffesbach. Zusammen mit dem Burghof und 5 Morgen Land wurde die Mühle über Jahrhunderte dem jeweiligen Halfen verpachtet, welcher hierfür jährlich 22 – 30 Malter Roggen zu liefern hatte. Der Halfe wiederum beschäftigte in der Regel einen Müller. Erst als der Orden 1797 zu einer breiteren Einkommensstreuung überging, wurde die Pachtkoppelung mit dem Burghof aufgegeben und der Hermülheimer Hermann Reifferscheidt konnte die Mühle für 60 Malter Korn pachten. 1805, nach der Säkularisation der Kirchengüter zur Franzosenzeit, ging sie durch Kauf in den Besitz der Familie über. Die Herrenmühle war eine „Zwangsmühle“, alle Grundpachtpflichtigen waren gezwungen, ihr Korn in dieser Mühle mahlen zu lassen. Für seine Arbeit und Kosten behielt der Müller den 16. Teil des Mahlkorns zurück. Die Familie Reifferscheidt war lange  im Besitz der Mühle.
Heute erinnert nur noch der Straßenname an der Herrenmühle an diese Mühle.
Pantaleons- oder Abtsmühle
Die Pantaleons- oder Abtsmühle lag am westlichen Ende des Dorfes etwa gegenüber der heutigen Kirche, war keine Zwangsmühle und konnte daher nicht auf Dauer mit der Mühle des Ordens konkurrieren. Sie stellte sich daher bald auf die Produktion von Färberwaid um, ab dem 15. Jahrhundert taucht sie unter dem Begriff Waidmühle auf. In den folgenden Jahrhunderten wurde das Mühlengrundstück noch immer als Abtsmühle bezeichnet, doch erinnerte nichts mehr an eine Mühle. Der Flurname „am Mühlenacker“ bestand fort und findet sich noch heute in einem dortigen Straßennamen.
Lowenmühle Schleifkotten

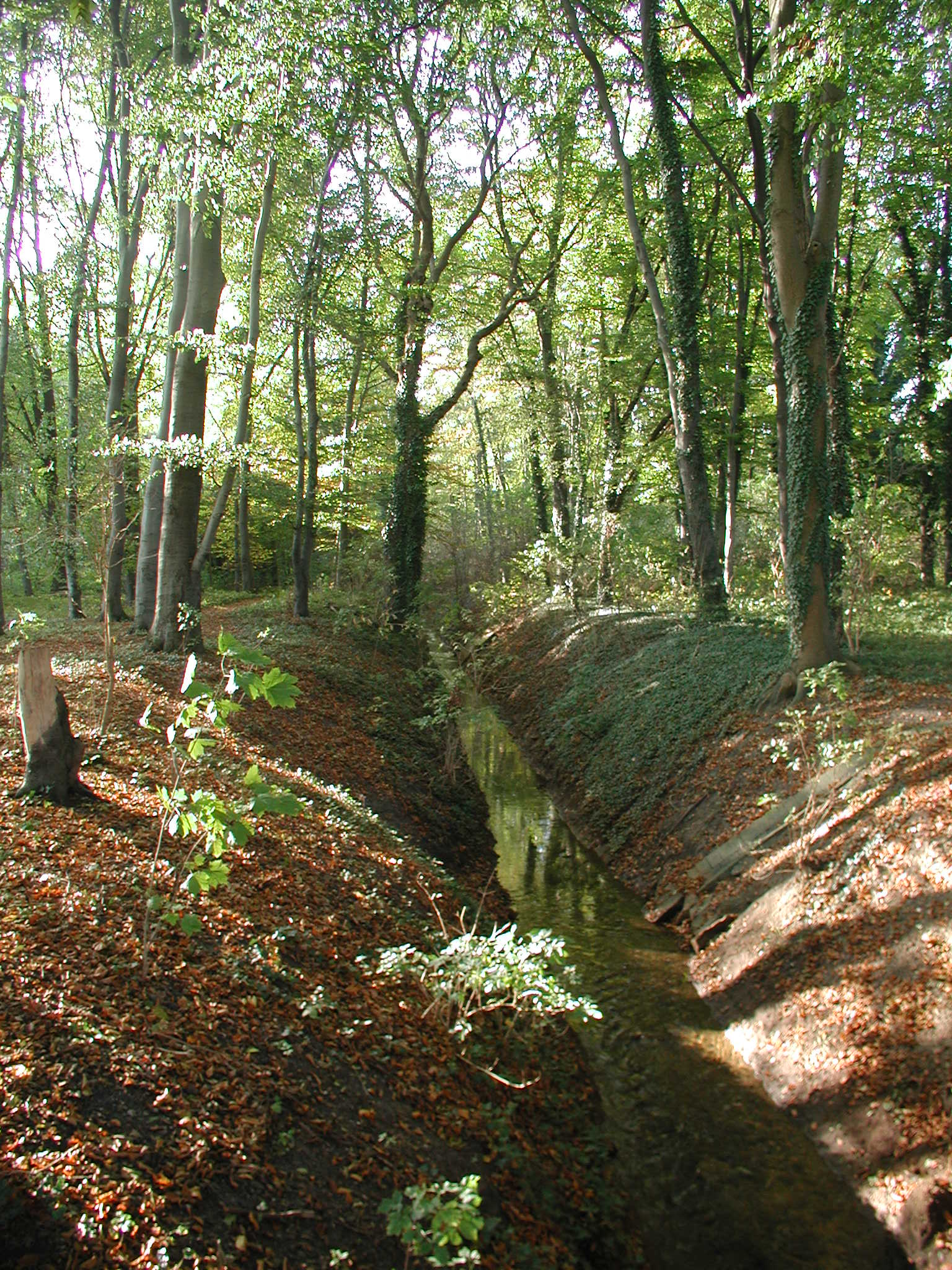
Der kanalisierte Duffesbach heute (Gelände Schleifkotten)

Im Bereich Efferen des Duffesbaches gab es nur eine Mühle, die Lowenmühle (wahrscheinlich von Gerberlohe). Hier wurde Eichenrinde zu Gerbstoff für die Kölner Rotgerber gestampft. Sie wurde 1211 in einer Urkunde des Stiftes St. Maria im Kapitol erstmals urkundlich erwähnt. In späterer Zeit, als dort dann Waffen geschliffen wurden, nannte man sie Schleifkottenmühle oder auch nur „der Schleifkotten“. Sie hat etwas außerhalb der Ortschaft in Richtung Köln gestanden, unterhalb des Zuflusses des Burbaches. Auch ein kleiner Gefälleknick beim Übergang der Mittelterrasse zur etwa 5 Meter tiefer liegenden Niederterrasse begünstigte den Standort. Die Mühle wurde nicht als Getreidemühle betrieben, da der Grundherr zu Efferen, der den Mühlenbann besaß, 1559 vom Herzog zu Jülich die Erlaubnis zur Errichtung einer Windmühle bekam (die spätere Düppelsmühle), nachdem ihm eine weitere Mühle am Bach von der Stadt Köln, die die Wasserrechte besaß, verwehrt worden war. 1554 wurde die Lohmühle von der Stadt Köln übernommen. Nach der Franzosenzeit und der Aufhebung des Mühlenbannes wurde die Mühle wieder privat und als Getreidemühle betrieben. Ab 1843 wurde eine Stärkemehlfabrik errichtet, 1875 ist eine zusätzliche Dampfmaschine beurkundet. 1903 gründete Adolf Halstrick hier die Papierfabrik Efferen, Halstrick & Co, die 1913 abbrannte und dann im mittlerweile entstandenen Festungsring Köln nicht mehr aufgebaut werden durfte. Nach dessen Aufhebung (1919) entstand 1926 eine kleine Glasfabrik, die auch nicht lange Bestand hatte. Mit der Anlage des Kölner Grüngürtels kam dann das endgültige aus für die Mühle. Letzte Gebäude wurden Mitte der 1970er Jahre abgerissen. Der Name lebt nur als Lagebezeichnung für ein Waldstück im Grüngürtel fort.

## Köln
In Köln diente der Duffesbach hauptsächlich als Brauchwasser für Wollfabrikation, Gerber und Färber, die sich an seiner Nähe niederließen. An der letzten Geländestufe vor dem Einfluss in den Rhein errichtete die Stadt 1572 die Malzmühle.

## Windmühle in Efferen
Von 1559 bis 1830 stand an der Landstraße gegenüber der Einmündung des Hönninger Wegs die Efferener Windmühle, eine Bockwindmühle, die nach ihrer Verlegung nach Titz Düppelsmühle genannt wurde, sprichwörtlich für die Efferner ist der Efferner Wind auf der vormals freien Feldflur.

## Die Neuzeit / Heute
Unter Bundeskanzler Konrad Adenauer wurde 1957 das Mühlenstilllegungsgesetz verabschiedet. Es bewilligte Müllern und Mühlenbesitzern eine staatliche Prämie unter der Auflage, dreißig Jahre lang die stillgelegte Mühle nicht mehr zu betreiben. Im Zuge der staatlichen Subventionierung wurden die meisten Mühlen aufgegeben. Die meisten Hürther Mühlen waren aber bereits vorher aufgegeben.
Seit nunmehr über einem Jahrhundert bestimmen heute Anwendungen von Elektrizität für Licht, Wärme und Kraft mehr und mehr das menschliche Leben. Eine Wind- oder Wassermühle ist für die Menschen unserer Hemisphäre etwas Nostalgisches, Romantisches. Es sollte jedoch nicht vergessen werden, dass es auf unserer Erde Menschen gibt, welche froh wären, über diese für uns veraltete Technik verfügen zu können.